# Els gira-sols
Els gira-sols és una sèrie de quadres a l'oli realitzats pel pintor neerlandès Vincent van Gogh. N'hi ha tres de similars, amb quinze gira-sols en un gerro, i dos amb dotze gira-sols, també en un gerro.
Van Gogh va pintar el primer Gerro amb dotze gira-sols, que es troba actualment al Museu Neue Pinakothek de Múnic, i el primer Gerro amb quinze gira-sols -a la National Gallery de Londres-, l'agost de 1888, quan vivia a Arle, al sud de França. Va pintar les següents pintures similars, el gener de l'any següent, totes en teles de prop de 93 × 72 cm.
Van Gogh les va començar a pintar a la darreria de l'estiu de 1888, i va continuar-les l'any següent. La casa on vivia, a Arle, tenia la façana pintada de groc; això, i l'ardent sol mediterrani del sud de França, li van inspirar aquesta sèrie. Un dels quadres va ser per a decorar l'habitació del seu amic Paul Gauguin. Les pintures mostren gira-sols en totes les etapes, des de plenament en flor fins a pansides.
Les pintures van ser innovadores en l'ús de tot l'espectre del color groc, que Van Gogh emprà en una gamma cromàtica conjunta amb taronges, ocres, marrons, beixos, etc. El color és aplicat amb pinzellades fortes, agressives, en petits tocs saltejats, destacant la plasticitat de la pintura, que crea un fi relleu en la tela, per donar volum als gira-sols. Per a ressaltar el groc i el taronja, empra verd i blau cel en els contorns, creant un efecte de suau intensitat lluminosa.
El març de 1987, va obtenir ressonància mundial la notícia de la compra d'un Gerro amb quinze gira-sols pel magnat japonès Yasuo Goto, en una subhasta a Christie's de Londres, per 39.921.750 dòlars. La pintura s'exposa al Seiji Togo Yasuda Memorial Museum of Modern Art de Tòquio. Després de la compra, hi ha hagut una controvèrsia sobre si era una autèntica obra de Van Gogh o una falsificació d'Emile Schuffenecker. El 2002 un grup d'experts va certificar-ne l'autenticitat.

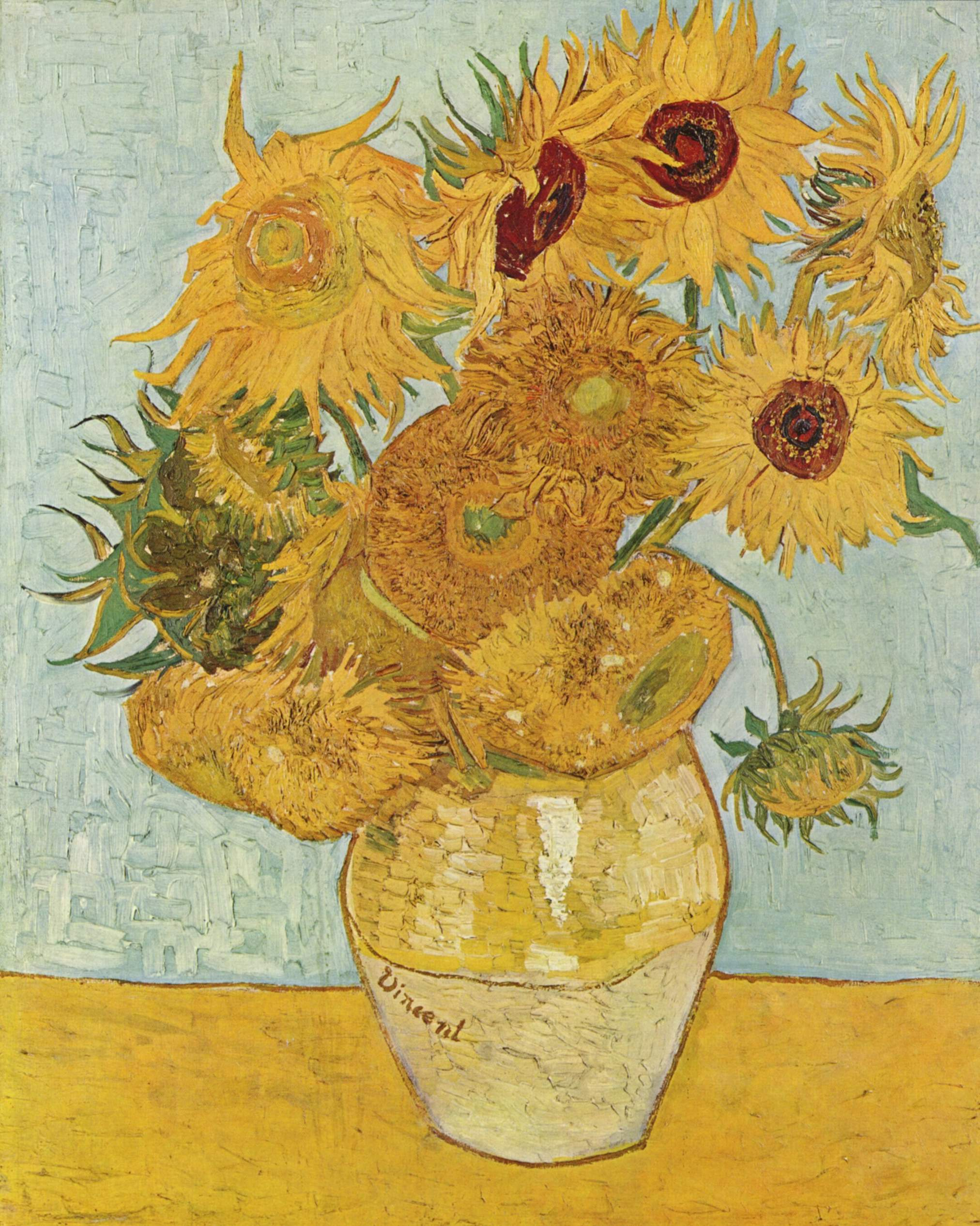
Gerro amb dotze gira-sols (Arle, agost 1888). Neue Pinakothek, Múnic, Alemanya
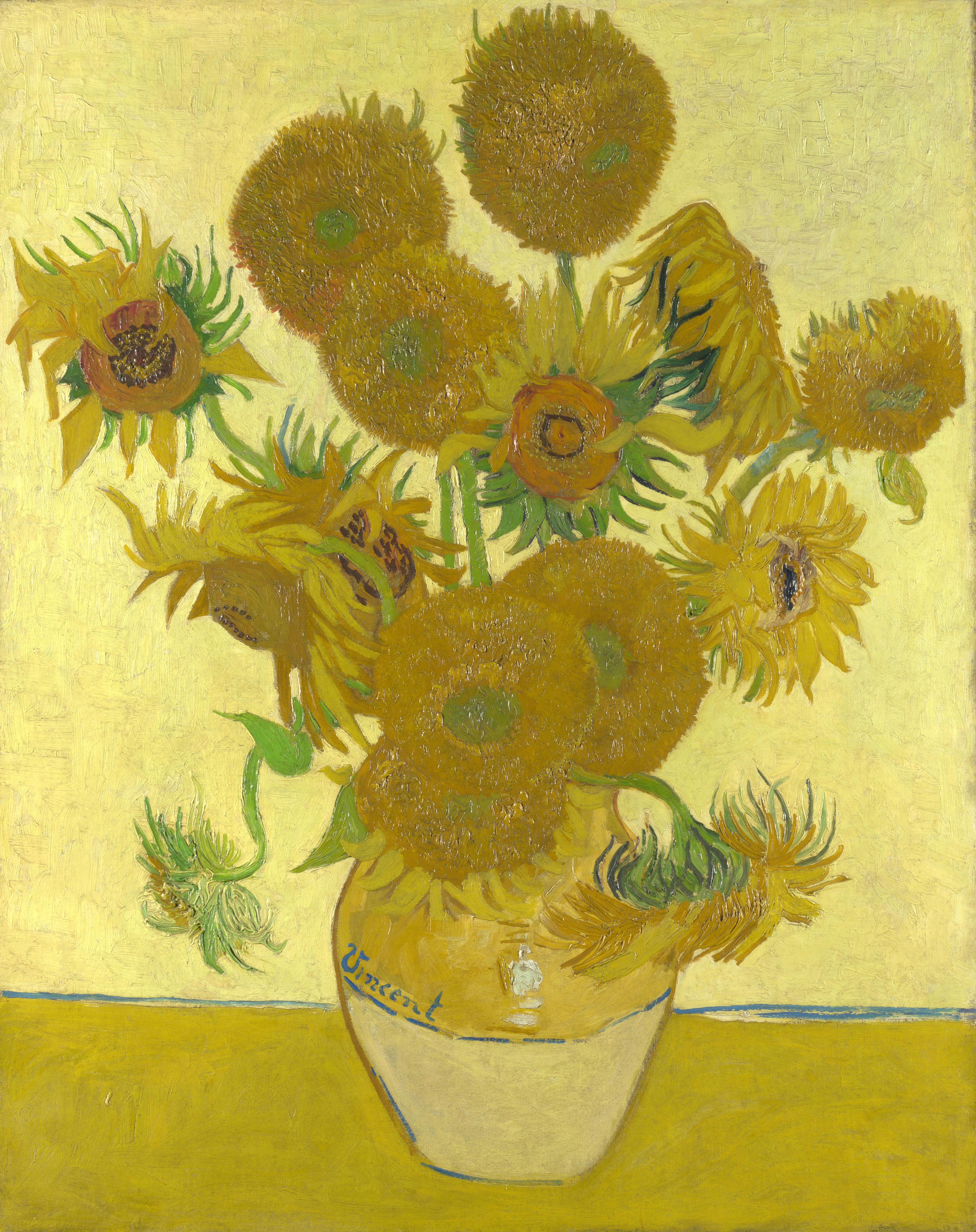
Gerro amb quinze gira-sols (Arle, agost 1888). National Gallery de Londres, Regne Unit
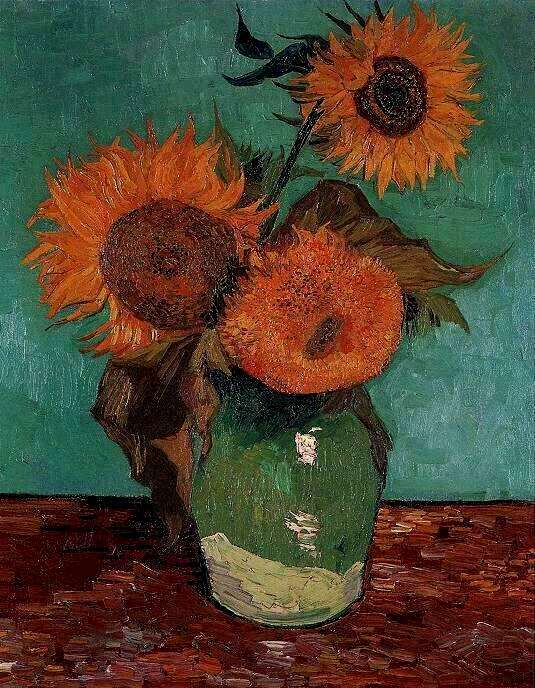
Gerro amb tres gira-sols (Arle, agost 1888). Col·lecció privada, Estats Units
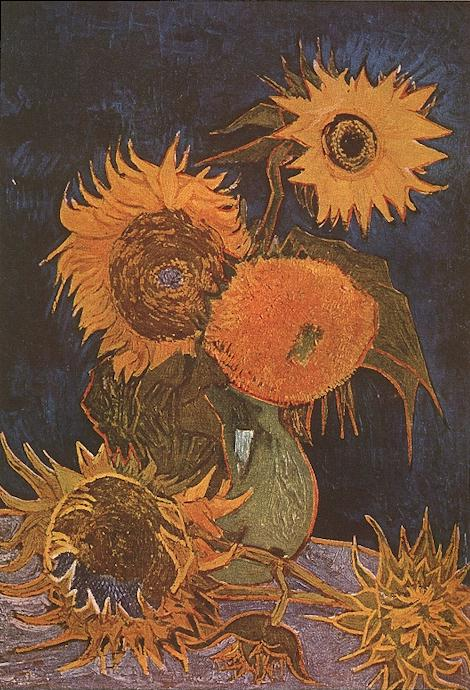
Gerro amb cinc gira-sols (Arles, agost 1888). Destruït pel foc durant la Segona Guerra Mundial el 6 d'agost de 1945
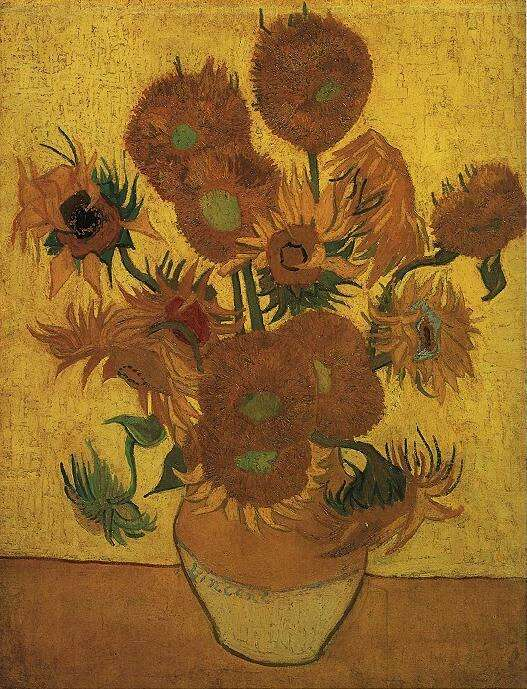
Gerro amb quinze gira-sols (Arles, gener 1889). Museu Van Gogh, Amsterdam, Països Baixos
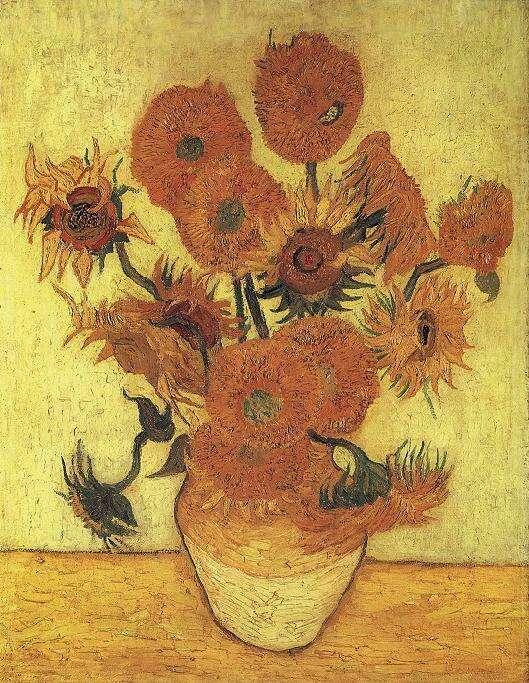
Gerro amb quinze gira-sols (Arles, gener 1889). Sompo Japan Museum of Art, Tòquio (Japó)
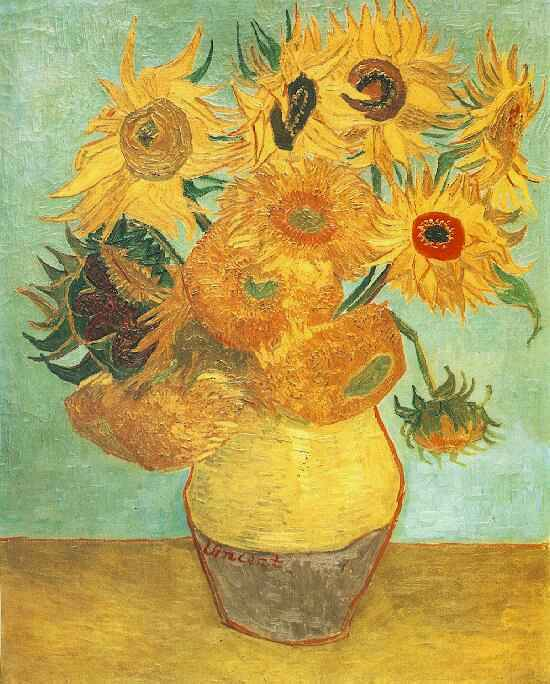
Gerro amb dotze gira-sols (Arles, gener 1889). Museu d'Art de Filadèlfia, Filadèlfia, Estats Units